# María Valverde
María Valverde Rodríguez (* 24. března 1987, Madrid, Španělsko) je španělská herečka.
Narodila se ve čtvrti Carabanchel v Madridu. V šestnácti letech si společně s Luisem Tosarem zahrála hlavní roli ve filmu La flaqueza del bolchevique v režii Manuela Martína Cuency, za kterou obdržela v roce 2003 Goyovu cenu.

## Ocenění
- Goyova cena za nejlepší herečku (2003)
- Rostro más bonito del cine español (Nejkrásnější tvář ve španělských filmech) – Mezinárodní filmový festival San Sebastian (2005)

## Filmografie
| Rok  | Film                                | Režisér                   |
| ---- | ----------------------------------- | ------------------------- |
| 2010 | Tres metros sobre el cielo          | Fernando González Molina  |
| 2010 | La Mula                             | Michael Radford           |
| 2009 | Trhliny                             | Jordan Sott               |
| 2008 | Videoclip 'Meg and (My Girlfriend)' | Catxo y Yago Garbizu      |
| 2008 | La Mujer del Anarquista             | Peter Sehr y Marie Noëlle |
| 2007 | El rey de la montaña                | Gonzalo López Gallego     |
| 2007 | El hombre de Arena                  | José Manuel Gonzalez      |
| 2007 | Zlodějíčkové                        | Jaime Marqués             |
| 2006 | Válido para un baile                | Gaby Beneroso             |
| 2006 | Krev Borgiů                         | Antonio Hernández         |
| 2005 | Melissa P.                          | Luca Guadagnino           |
| 2004 | Fuera del cuerpo                    | Vicente Peñarrocha        |
| 2004 | Vorvik                              | José Antonio Vitoria      |
| 2003 | La flaqueza del bolchevique         | Manuel Martín Cuenca      |
| 2003 | Cuando nadie nos mira               | Pau Atienza               |